# Takashi Kogure

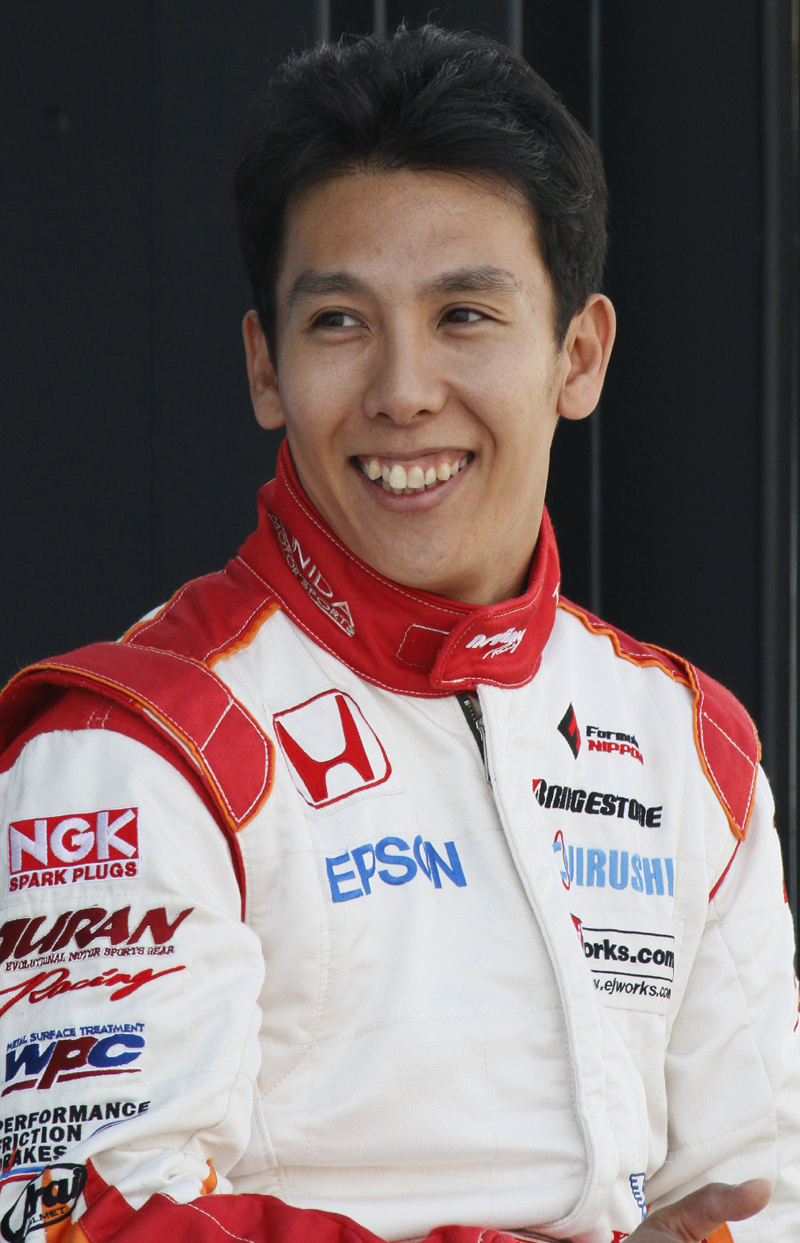
Takashi Kogure 2010

Takashi Kogure (jap. 小暮 卓史, Kogure Takashi; * 1. August 1980 in der Präfektur Kanagawa) ist ein japanischer Rennfahrer. Er war 2002 japanischer Formel-3-Meister sowie 2010 Meister der Super GT. Er ging von 2003 bis 2011 in der Formel Nippon an den Start.

## Karriere
Kogure begann seine Motorsportkarriere 1996 im Kartsport und blieb bis 1998 in dieser Sportart aktiv. 1999 gab er sein Formelsport-Debüt in der japanischen Formel Junior 1600. 2000 startete er in der japanischen Formel Toyota und wurde Fünfter. 2001 wechselte er in die japanische Formel-3-Meisterschaft und beendete seine erste Saison auf dem elften Gesamtrang. 2002 blieb er in der japanischen Formel 3 und gewann für Dome startend 11 von 20 Rennen, womit er sich den Meistertitel vor Paolo Montin sicherte. Außerdem wurde er Dritter beim prestigeträchtigen Macau Grand Prix.
2003 wechselte er zu Nakajima Racing in die Formel Nippon. Mit einem zweiten Platz als bestes Resultat belegte er den zehnten Gesamtrang. Außerdem nahm er für Nakajima Racing an drei Rennen der japanischen GT-Meisterschaft teil. 2004 ging er nur in der Formel Nippon an den Start. Beim Saisonauftakt in Suzuka gewann er sein erstes Rennen. In der Gesamtwertung wurde er Siebter.
2005 verbesserte er sich in der Formel Nippon auf dem fünften Gesamtrang. Ein Sieg blieb dem Japaner, der in dieser Saison einen zweiten Platz als bestes Resultat erzielt hatte, verwehrt. Außerdem startete Kogure für Dome in der Super GT, der ehemaligen japanischen GT-Meisterschaft. Er stand einmal auf dem Podium und wurde 19. im Gesamtklassement. 2006 verließ Kogure Nakajima Racing auch in der Formel Nippon und wechselte zu ARTA. Er kam nur einmal in den Punkterängen ins Ziel und beendete die Saison auf dem zwölften Platz in der Meisterschaft. Erfolgreicher war der Rennfahrer in dieser Saison in der Super GT, in der er mit einem Sieg Meisterschaftsdritter wurde. 2007 kehrte er in der Formel Nippon zu Nakajima Racing zurück. Kogure entschied drei Rennen für sich und belegte den dritten Gesamtrang, welcher seine bisher beste Gesamtplatzierung in der Formel Nippon darstellt. In der Super GT blieb er bei Dome und wurde mit einem Sieg Vierter. Im Januar 2008 durfte Kogure Formel-1-Testfahrten für Honda absolvieren.
2008 erzielte er in der Formel Nippon einen zweiten Platz als bestes Resultat und wurde Fünfter in der Gesamtwertung. In der Super GT wurde er mit einem Sieg Sechster. 2009 bestritt Kogure seine siebte Saison in der Formel Nippon für Nakajima Racing. Während sein Teamkollege Loïc Duval den Meistertitel gewann, entschied Kogure zwei Rennen für sich und wurde Vierter in der Meisterschaft. Duval und Kogure waren die einzigen Piloten, die mehr als ein Rennen gewinnen konnten. In der Super GT wurde Kogure erneut Sechster. 2010 gewann Kogure den Saisonauftakt in Suzuka. Mit drei weiteren Podest-Platzierungen belegte er am Saisonende den vierten Gesamtrang. In der Super GT verließ er Dome und wechselte zu Weider Honda Racing. Zusammen mit Duval, der in dieser Saison sein Teamkollege war, entschied er die Meisterschaft für sich. Die beiden haben ein Rennen gewonnen.
2011 blieb Kogure in der Formel Nippon bei Nakajima Racing. Mit einem zweiten Platz als bestes Resultat beendete er die Saison auf dem siebten Platz in Fahrerwertung. In der Super GT erreichte er zusammen seinem Teamkollegen Duval den dritten Gesamtrang. Die beiden gewannen zwei Rennen.

## Karrierestationen
| - 1996–1998: Kartsport - 1999: Japanische Formel Junior 1600 - 2000: Japanische Formel Toyota (Platz 5) - 2001: Japanische Formel 3 (Platz 11) - 2002: Japanische Formel 3 (Meister) - 2003: Formel Nippon (Platz 10) - 2003: Japanische GT-Meisterschaft (Platz 27) - 2004: Formel Nippon (Platz 7) - 2005: Formel Nippon (Platz 5) | - 2005: Super GT (Platz 19) - 2006: Formel Nippon (Platz 12) - 2006: Super GT (Platz 3) - 2007: Formel Nippon (Platz 3) - 2007: Super GT (Platz 4) - 2008: Formel Nippon (Platz 5) - 2008: Super GT (Platz 6) - 2009: Formel Nippon (Platz 4) - 2009: Super GT (Platz 6) | - 2010: Formel Nippon (Platz 4) - 2010: Super GT (Meister) - 2011: Formel Nippon (Platz 7) - 2011: Super GT (Platz 3) - 2012: Formel Nippon (Platz 10) - 2013: Super Formula (Platz 8) - 2014: Super Formula - 2015: Super Formula (Platz 15) - 2016: Super Formula |